# Џорџ Габријел Стокс
Сер Џорџ Габријел Стокс, Барон првог реда (13. август 1819 — 1. фебруар 1903) је био математичар и физичар, који је на Кембриџу дошао до важних открића на пољу динамике флуида (укључујући и Навје-Стоксове једначине), оптике, и математичке физике (укључујући и Стоксову теорему). Био је секретар а потом председник Краљевског друштва.